# Driehaus-Architektur-Preis
Der Driehaus-Architektur-Preis (englisch Driehaus Architecture Prize, kurz: Driehaus-Preis) ist eine Auszeichnung für Architektur. Sie wird jährlich an Architekten vergeben, die besonders wertvolle und nachhaltige Beiträge in den Bereichen neue klassische und traditionelle Architektur sowie Neuer Urbanismus beigesteuert haben.
Der mit einem Preisgeld in Höhe von 200.000 US-Dollar dotierte Preis entstand im Jahr 2003 durch das Engagement des Philanthropen Richard Driehaus und steht unter Schirmherrschaft der Stiftung The Richard H. Driehaus Charitable Lead Trust. Er wird durch die Notre Dame School of Architecture übergeben. Erster Preisträger war der Luxemburger Léon Krier, der auch in Deutschland wirkte.
Zugleich mit dem Driehaus-Preis wird der mit 50.000 US-Dollar dotierte Henry Hope Reed Award (kurz: „Reed-Preis“) übergeben. Diese Auszeichnung erhalten Personen, die „außerhalb der Architekturprofession arbeiten und die Kultivierung der traditionellen Stadt sowie ihrer Architektur und Kunst unterstützt haben“, etwa durch wissenschaftliche und journalistische Beiträge. 2018 wurde Torsten Kulke von der Gesellschaft Historischer Neumarkt Dresden (GHND) mit dem Reed Award ausgezeichnet. 2021 erhielt postum der US-amerikanische Stadtbauhistoriker John Reps den Reed-Preis.

## Driehaus-Preis
Der Driehaus-Preis wird an lebende Architekten vergeben, deren Werk die Prinzipien traditioneller und klassischer Architektur und eines menschengerechten Urbanismus in der Gegenwart verkörpert, und das einen nachhaltig positiven kulturellen, umweltgerechten und künstlerischen Einfluss schafft.
Der Preis wird jährlich im Frühjahr von der zur University of Notre Dame gehörigen School of Architecture präsentiert und bislang in Chicago, der Heimatstadt von Richard Driehaus, überreicht.
Der vollständige Name des Preises lautet The Richard H. Driehaus Prize at the University of Notre Dame. Er wurde als Alternative zum überwiegend modernistisch ausgerichteten Pritzker-Preis eingeführt, der in Fachkreisen als eine Art „Architektur-Nobelpreis“ gilt.
Die Trophäe ist eine Bronze-Miniatur des Lysikrates-Monuments von Athen, das als erste äußere Anwendung der Korinthischen Ordnung gilt. Sie wird zusammen mit dem Preisgeld überreicht.

## Jury
Die Jury wird durch international und interdisziplinär zusammengesetzte Fachleute gebildet. Die Jury von 2021 bestand aus:
- Robert S. Davis (seit 2009, Gründer und Entwickler von Seaside)
- Melissa DelVecchio, (seit 2018, Partnerin im Architekturbüro Robert A. M. Stern Architects / RAMSA)
- Léon Krier (seit 2005, Erster Driehaus-Preisträger)
- Michael Lykoudis (seit 2021, Architekturprofessor an der University of Notre Dame)
- Elizabeth Plater-Zyberk (seit 2017, Architektin und Preisträgerin 2008)
- Demetri Porphyrios (seit 2013, Driehaus-Preisträger von 2004, Gründer des renommierten Architekturbüros Porphyrios Associates London)
- Witold Rybczynski (seit 2011, Meyerson Professor Emeritus of Urbanism an der University of Pennsylvania und früherer Architekturkritiker für das Slate-Magazin)[9]

Frühere Jurymitglieder waren:
- Adele Chatfield-Taylor (seit 2004, Präsidentin der American Academy in Rome)
- Richard Driehaus (seit 2003, Unternehmer und Stifter des Preises)
- Paul Goldberger (seit 2006, Pulitzer-Preisträger, Architekturkritiker und Autor der Vanity Fair)

## Driehaus-Preisträger
Die folgenden Architekten erhielten den Driehaus-Preis seit 2003:
| Jahr | Preisträger                              | Nationalität           | Foto                                                | Beispielbau (Erbauungszeit)                                       | Beispielbau (Erbauungszeit)                                           | Bemerkungen                                                                                                   | Ref.          |
| ---- | ---------------------------------------- | ---------------------- | --------------------------------------------------- | ----------------------------------------------------------------- | --------------------------------------------------------------------- | --- | ------------- |
| 2003 | Léon Krier                               | Luxemburg              | Der erste Preisträger Léon Krier in Frankfurt, 2007 | Village Hall in Windsor                                           | Village Hall in Windsor, Florida, USA (1997)                          | Seitdem etablierter Ort der Preisverleihung: Stock Exchange Trading Room am Art Institute of Chicago, Chicago | [ 11 ]        |
| 2004 | Demetri Porphyrios                       | Griechenland           |                                                     | Whitman College                                                   | Whitman College an der Princeton University, Princeton, USA (2002)    | | [ 12 ]        |
| 2005 | Quinlan Terry                            | Vereinigtes Königreich |                                                     | Richmond Riverside in London                                      | Richmond Riverside, London, UK (1984–87)                              | | [ 13 ]        |
| 2006 | Allan Greenberg                          | Vereinigte Staaten     |                                                     | Dupont Hall, University of Delaware                               | Dupont Hall der University of Delaware, Newark, USA (1998–2002)       | | [ 14 ]        |
| 2007 | Jaquelin T. Robertson                    | Vereinigte Staaten     |                                                     | Stadtplatz in Celebration, Florida                                | Celebration Gesamtplanung, Osceola, Florida, USA (2000)               | | [ 15 ]        |
| 2008 | Andrés Duany und Elizabeth Plater-Zyberk | Vereinigte Staaten     | Andrés Duany in Biloxi, 2005                        | Seaside in Florida                                                | Seaside Gesamtplanung, Walton, Florida, USA (1980)                    | | [ 16 ]        |
| 2009 | Abdel-Wahed El-Wakil                     | Ägypten                |                                                     | Moschee der zwei Gebetsrichtungen                                 | Masdschid Al-Qiblatain Erweiterung, Medina, Saudi-Arabien (1980)      | | [ 17 ]        |
| 2010 | Rafael Manzano Martos                    | Spanien                |                                                     | Prado-Museum                                                      | Museo del Prado Erweiterung, Madrid, Spanien (1990)                   | | [ 18 ]        |
| 2011 | Robert A. M. Stern                       | Vereinigte Staaten     |                                                     | Fell Hall der Brooklyn Law School                                 | Fell Hall-Hochhaus der Brooklyn Law School, New York City, USA (1994) | | [ 19 ]        |
| 2012 | Michael Graves                           | Vereinigte Staaten     | Michael Graves, Zeichnung 2003                      | Louwman Museum in Den Haag von Michael Graves                     | Louwman Museum, Den Haag, Niederlande (2010)                          | | [ 20 ]        |
| 2013 | Thomas H. Beeby                          | Vereinigte Staaten     |                                                     | Meadows Museum in Dallas                                          | Meadows Museum in Dallas, USA                                         | | [ 21 ]        |
| 2014 | Pier Carlo Bontempi                      | Italien                | Pier Carlo Bontempi, 2014                           | Place de Toscane in Serris, France                                | Place de Toscane, Marne-la-Vallée, Serris, Frankreich                 | | [ 22 ] [ 23 ] |
| 2015 | David M. Schwarz                         | Vereinigte Staaten     |                                                     | Schermerhorn Symphony Center in Nashville                         | Schermerhorn Symphony Center in Nashville, USA                        | | [ 24 ]        |
| 2016 | Scott Merrill                            | Vereinigte Staaten     |                                                     | Seaside Chapel in Seaside (Florida)                               | Seaside Chapel in Seaside (Florida)                                   | | [ 25 ]        |
| 2017 | Robert Adam                              | Vereinigtes Königreich |                                                     | Bodleian Art, Archaeology and Ancient World Library in Oxford, UK | Bodleian Art, Archaeology and Ancient World Library in Oxford, UK     | |               |
| 2018 | Marc Breitman & Nada Breitman-Jakov      | Frankreich             |                                                     | Le Plessis-Robinson, Frankreich                                   | Rahmenplan für Le Plessis-Robinson, Frankreich                        | Breitman & Breitman Architectes                                                                               |               |
| 2019 | Maurice Culot                            | Belgien                | Maurice Culit                                       |                                                                   | Duinenwater Village, Knokke-Heist, Belgien                            | Arcas Architecture                                                                                            |               |
| 2020 | Ong-ard Satrabhandhu                     | Thailand               |                                                     | Mae Rim Residence, Thailand                                       | Mae Rim Residence nahe Chiang Mai, Thailand                           | Ong-Ard Architects                                                                                            |               |
| 2021 | Sebastian Treese                         | Deutschland            |                                                     |                                                                   | Eisenzahnstraße 1, Berlin                                             | Sebastian Treese Architekten                                                                                  |               |
| 2022 | Rob Krier                                | Luxemburg              |                                                     |                                                                   |                                                                       | |               |
| 2023 | Ben Pentreath                            | Vereinigtes Königreich |                                                     | Tornagrain, neu geplante Stadt in Schottland                      | Tornagrain, neu geplanter und 2015 gegründeter Ort in Schottland      | |               |

## Reed-Preisträger
| Jahr | Preisträger             | Staat                  |
| ---- | ----------------------- | ---------------------- |
| 2005 | Henry Hope Reed         | Vereinigte Staaten     |
| 2006 | David Morton            | Vereinigte Staaten     |
| 2007 | Edward Perry Bass       | Vereinigte Staaten     |
| 2008 | Roger G. Kennedy        | Vereinigte Staaten     |
| 2009 | Fabio Grementieri       | Argentinien            |
| 2010 | Vincent Scully          | Vereinigte Staaten     |
| 2011 | Robert A. Peck          | Vereinigte Staaten     |
| 2012 | Elizabeth Barlow Rogers | Vereinigte Staaten     |
| 2013 | David Watkin            | Vereinigtes Königreich |
| 2014 | Ruan Yisan              | Volksrepublik China    |
| 2015 | Richard J. Jackson      | Vereinigte Staaten     |
| 2016 | Eusebio Leal Spengler   | Vereinigte Staaten     |
| 2017 | James S. Ackerman       | Vereinigte Staaten     |
| 2018 | Torsten Kulke           | Deutschland            |
| 2019 | Carl Laubin             | Vereinigtes Königreich |
| 2020 | Clem Labine             | Vereinigte Staaten     |
| 2021 | John Reps               | Vereinigte Staaten     |
| 2022 | Wendell Berry           | Vereinigte Staaten     |
| 2023 | Adele Chatfield-Taylor  | Vereinigte Staaten     |

Der für seine Michelangelo- und Palladio-Studien bekannte Harvard-Professor James S. Ackerman wurde 2017 als erster Reed-Preisträger postum ausgezeichnet.

## Bibliografie
- The Richard H. Driehaus Prize. In: Richard H. Driehaus Prize official site. The University of Notre Dame, abgerufen am 30. November 2009 (englisch).
- Keegan, Edward: Abdel-Wahed El-Wakil Wins 2009 Driehaus Prize. In: Architect Magazine. Hanley Wood, abgerufen am 1. Dezember 2009 (englisch).
- Richter, Jennifer: Duany and Plater-Zyberk Donate Driehaus Winnings. In: Architectural Record. The McGraw-Hill Companies, Inc., abgerufen am 1. Dezember 2009 (englisch).
- Keegan, Edward: Jaquelin Robertson Receives Driehaus Prize. In: Architect Magazine. Hanley Wood, abgerufen am 1. Dezember 2009 (englisch).
- The designer of which of these buildings just won the USs richest architecture prize? In: Building Design. UBM Built Environment, abgerufen am 1. Dezember 2009 (englisch).
- Classical Porphyrios Prized. In: ArchitectureWeek. Artifice, Inc., abgerufen am 1. Dezember 2009 (englisch).
- Leach, Susan Llewelyn: The shape of things to come. In: The Christian Science Monitor. Abgerufen am 1. Dezember 2009 (englisch).
- Van Gelder, Lawrence:  Arts Briefing In: The New York Times, 4. März 2003. Abgerufen am 1. Dezember 2009 (englisch).
- 2009: Driehaus Prize and Henry Hope Reed Award. Band 22:1. Clem Labine’s Traditional Building, Februar 2009, ISSN 0898-0284, S. 144 (englisch).
- 2008: Driehaus Prize and Henry Hope Reed Award. Band 21:3. Clem Labine’s Traditional Building, Juni 2008, ISSN 0898-0284, S. 167 (englisch).
- 2007 Henry Hope Reed Award. Clem Labine’s Traditional Building, Juni 2007, ISSN 0898-0284, S. 167 (englisch).
- Driehaus Prize & Reed Award: honors for Greenberg & Morton. Band 19:3. Clem Labine’s Traditional Building, Juni 2006, ISSN 0898-0284, S. 208 (englisch).
- Porphyrios prized: Demetri Porphyrios, the acclaimed architect and author, is this year’s recipient of the Driehaus Prize. Band 17:3. Clem Labine’s Traditional Building, 2004, ISSN 0898-0284, S. 198 (englisch).
- Blackler, Zoe: Krier lands anti-Pritzker for promotion of Classicism. Band 217:15. Architects’ Journal, 17. April 2003, ISSN 0003-8466, S. 12 (englisch).
- Connell, Kim A.: Pragmatic idealist: Jaquelin Robertson. Clem Labine’s Traditional Building, 2007, ISSN 0898-0284, S. 10–14 (englisch).
- Yee, Roger: Classicism vs. modernism. Band 92:9. Architecture, September 2003, ISSN 0746-0554, S. 31–32 (englisch).